# 4月24日
4月24日（しがつにじゅうよっか）は、グレゴリオ暦で年始から114日目（閏年では115日目）にあたり、年末まではあと251日ある。

## できごと

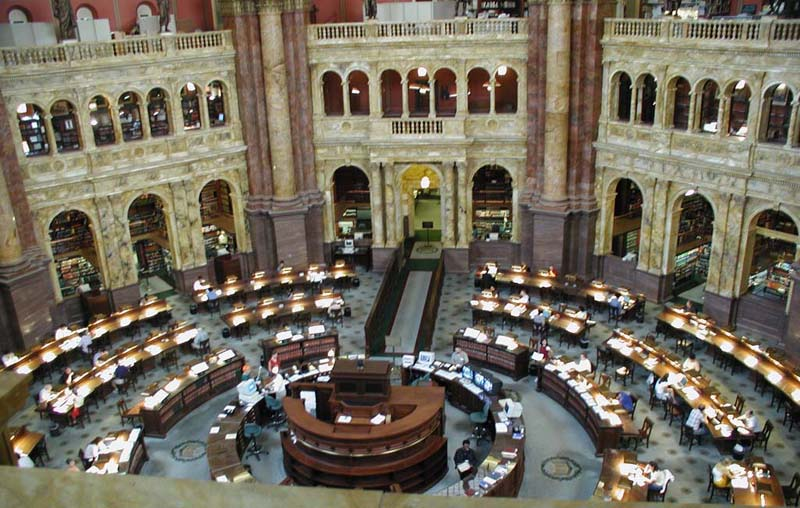
アメリカ議会図書館発足(1800)

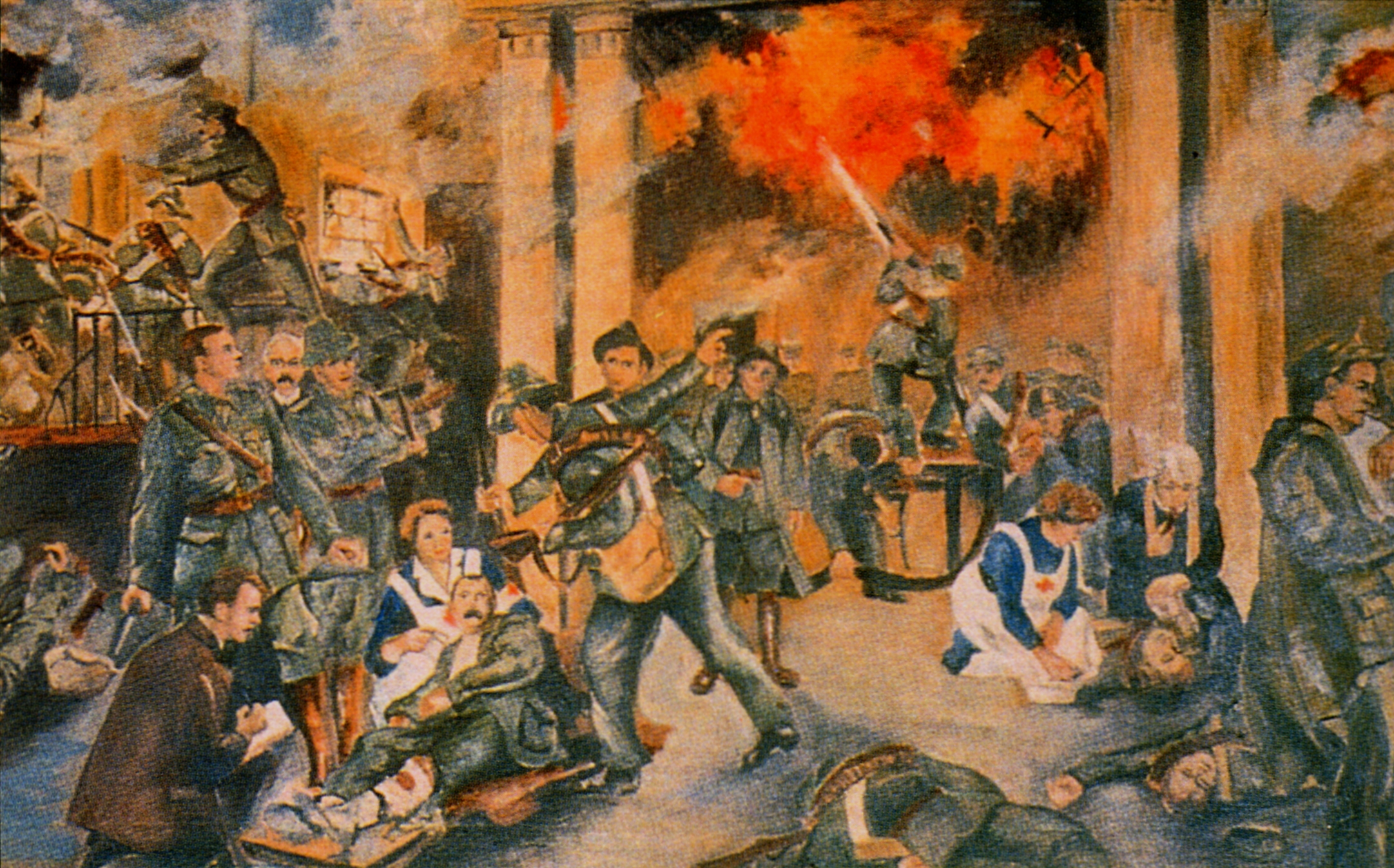
イースター蜂起(1916)

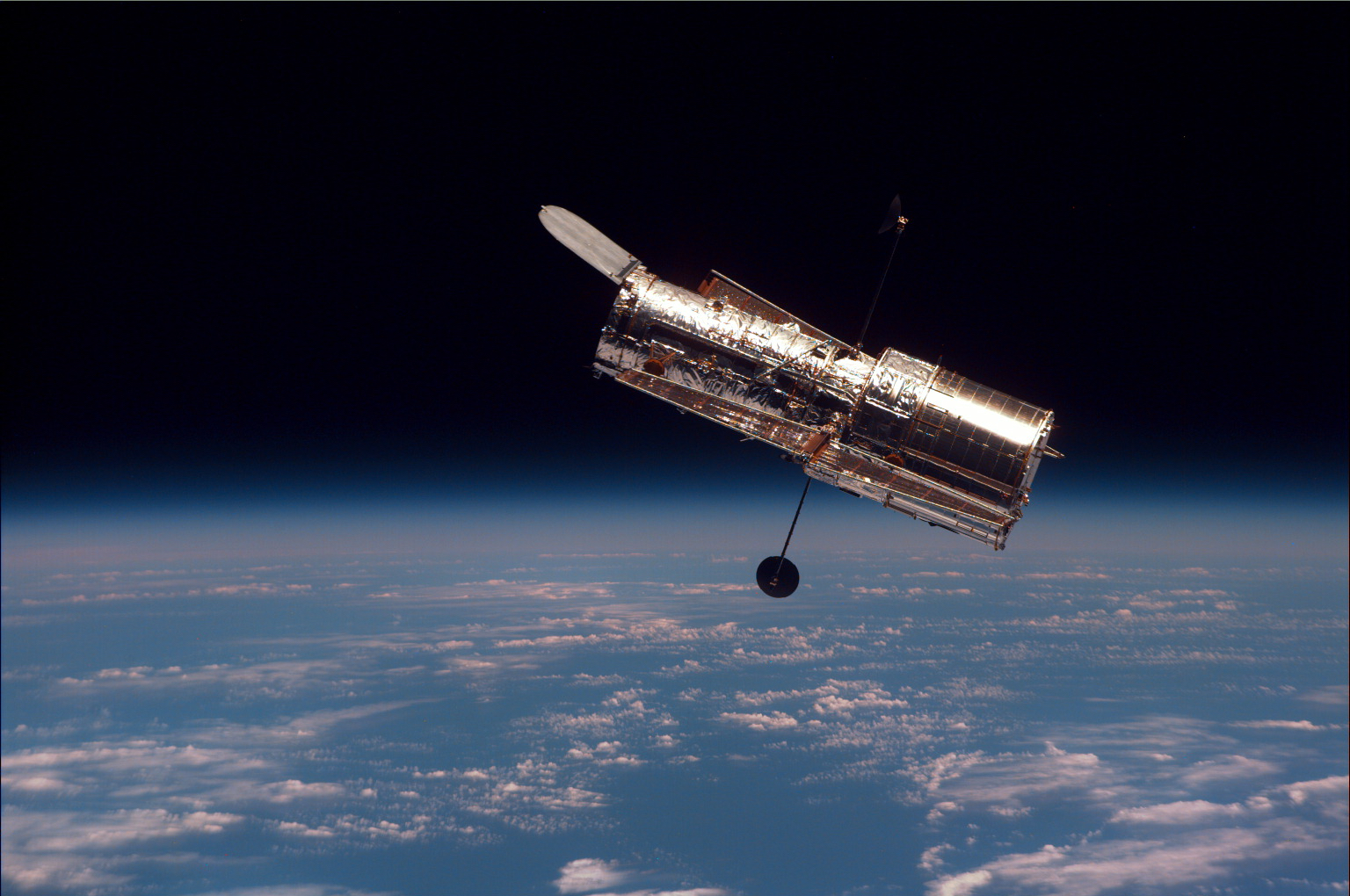
ハッブル宇宙望遠鏡打ち上げ(1990)

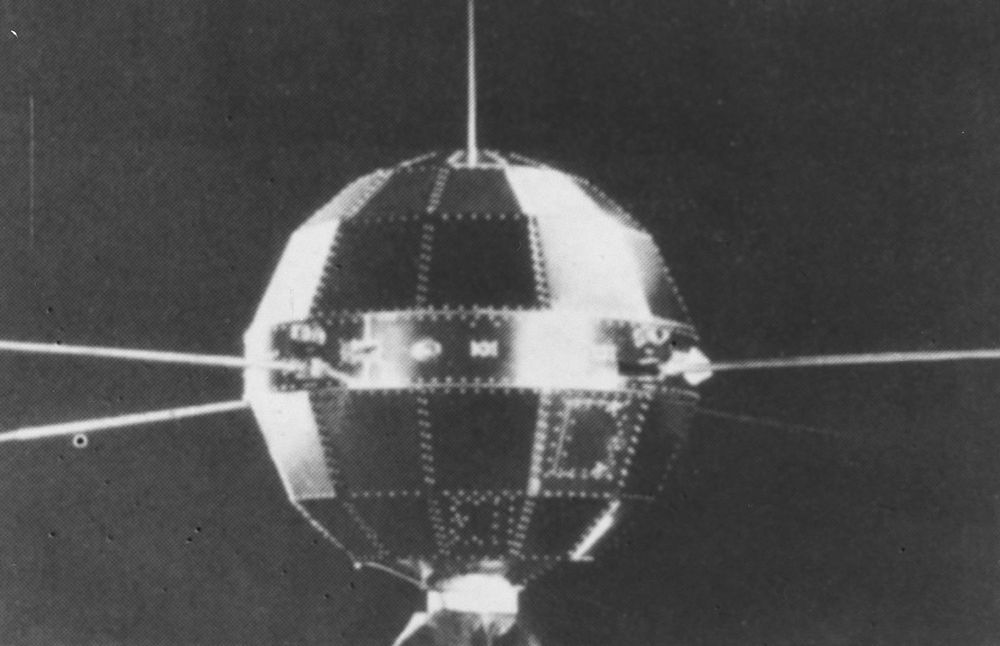
東方紅1号(1970)

- 1192年（明昌3年3月11日） - 盧溝河の盧溝橋が完成。
- 1771年（明和8年3月10日） - 八重山地震発生。津波により死者・行方不明者112,000人。
- 1800年 - アメリカ議会図書館設立。
- 1854年（嘉永7年3月27日） - 吉田松陰が金子重之輔とともにペリー艦隊への密航を試みるが失敗。翌日幕吏に捕縛される。
- 1862年（文久2年3月26日） - 澤村惣之丞とともに旧暦3月24日に高知を出奔した坂本龍馬が、那須俊平・信吾父子の案内で伊予の国（愛媛）に脱藩した。
- 1877年 - ロシア帝国がオスマン帝国に宣戦布告。露土戦争勃発。
- 1898年 - この年の4月22日に行なわれた日本の要求に基づき清が福建省の不割譲を宣言。
- 1913年 - ニューヨークの超高層ビル・ウールワースビルが開業。
- 1915年 - 青年トルコ革命: イスタンブールで250人のアルメニア人独立活動家が殺害される。アルメニア人虐殺の始まり。
- 1916年 - イースター蜂起。アイルランドで急進的な反英独立を掲げるシン・フェイン党が蜂起。
- 1921年 - 日本で初の女性による社会主義団体赤瀾会が結成。
- 1926年 - ドイツ・ヴァイマル共和国とソビエト連邦がベルリン条約（独ソ友好中立条約）を締結。
- 1926年 - 青森・函館間に電話が開通、本州と北海道の市外通話開始。
- 1932年 - 目黒競馬場で第1回東京優駿大競走（現在の日本ダービー）開催。
- 1949年 - 国共内戦・渡江戦役: 中共人民解放軍35軍の104師312団が南京の中華民国総統府を占領する。
- 1951年 - 国鉄桜木町電車火災事故発生。
- 1953年 - 第3回参議院議員通常選挙。
- 1955年 - 第1回アジア・アフリカ会議最終日で平和十原則を採択。
- 1956年 - 17世紀に沈没したスウェーデンの戦列艦「ヴァーサ」が引き上げられる。
- 1963年 - 少女漫画雑誌『週刊マーガレット』が創刊される。
- 1965年 - アメリカの北爆に反対する小田実らが結成した「ベトナムに平和を!市民・文化団体連合」（ベ平連）が最初のデモ行進を行う。
- 1968年 - モーリシャスが国連に加盟。
- 1970年 - 中華人民共和国が初の人工衛星「東方紅1号」を打上げ。
- 1973年 - 首都圏国電暴動。国鉄の順法闘争で首都圏の列車が遅れ、利用客の一部が暴徒化。
- 1974年 - ギヨーム事件。ブラント西ドイツ首相の秘書ギュンター・ギヨームが東ドイツ情報機関のスパイとして逮捕。
- 1977年 - 日本初の高速増殖炉「常陽」が臨界に達する。
- 1979年 - 創価学会の池田大作会長が名誉会長に就任。後任の会長には北条浩理事長が就任。
- 1980年 - イランアメリカ大使館人質事件: アメリカが人質救出作戦「イーグルクロー作戦」を行うが失敗。
- 1983年 - アムトラック発足後も移管せずデンバー - オグデン間で最後まで自社運行を続けていたリオグランデ鉄道の「リオグランデ・ゼファー（英語版）」号が営業運転を終了[注 1]。アメリカ国内から私鉄による定期長距離旅客列車が消滅する。
- 1988年 - JR北海道・歌志内線が最終営業。翌4月25日全線廃止。
- 1990年 - アメリカでスペースシャトル「ディスカバリー」打上げ。軌道上でハッブル宇宙望遠鏡を放出。
- 1991年 - 千葉市で開幕した第41回世界卓球選手権で、南北朝鮮が初めて統一チームで出場。（統一旗）
- 1993年 - テーマパーク東武ワールドスクウェアが完成。
- 2007年 - 文部科学省の全国学力テストが43年ぶりに実施される[1]。
- 2009年 - 2009年新型インフルエンザの世界的流行：WHOが、豚を起源とする新型インフルエンザが発生し、人から人への感染が報告されたと発表。
- 2009年 - 超党派野党、選択的夫婦別姓制度導入などを入れた民法改正案を参議院に提出。

## 誕生日

### 人物

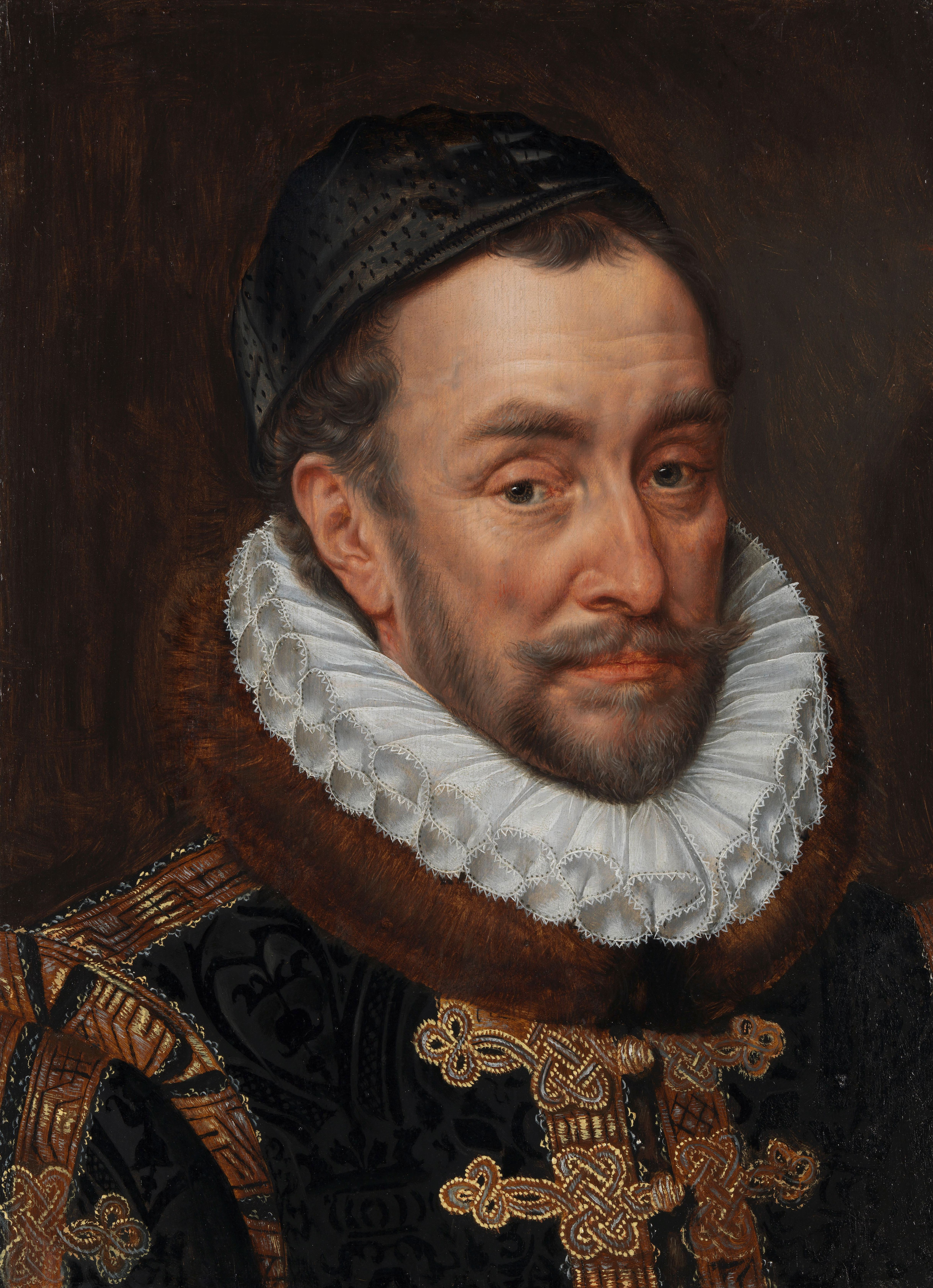
ネーデルラント連邦共和国の事実上の初代君主、ウィレム1世(1533-1584)誕生

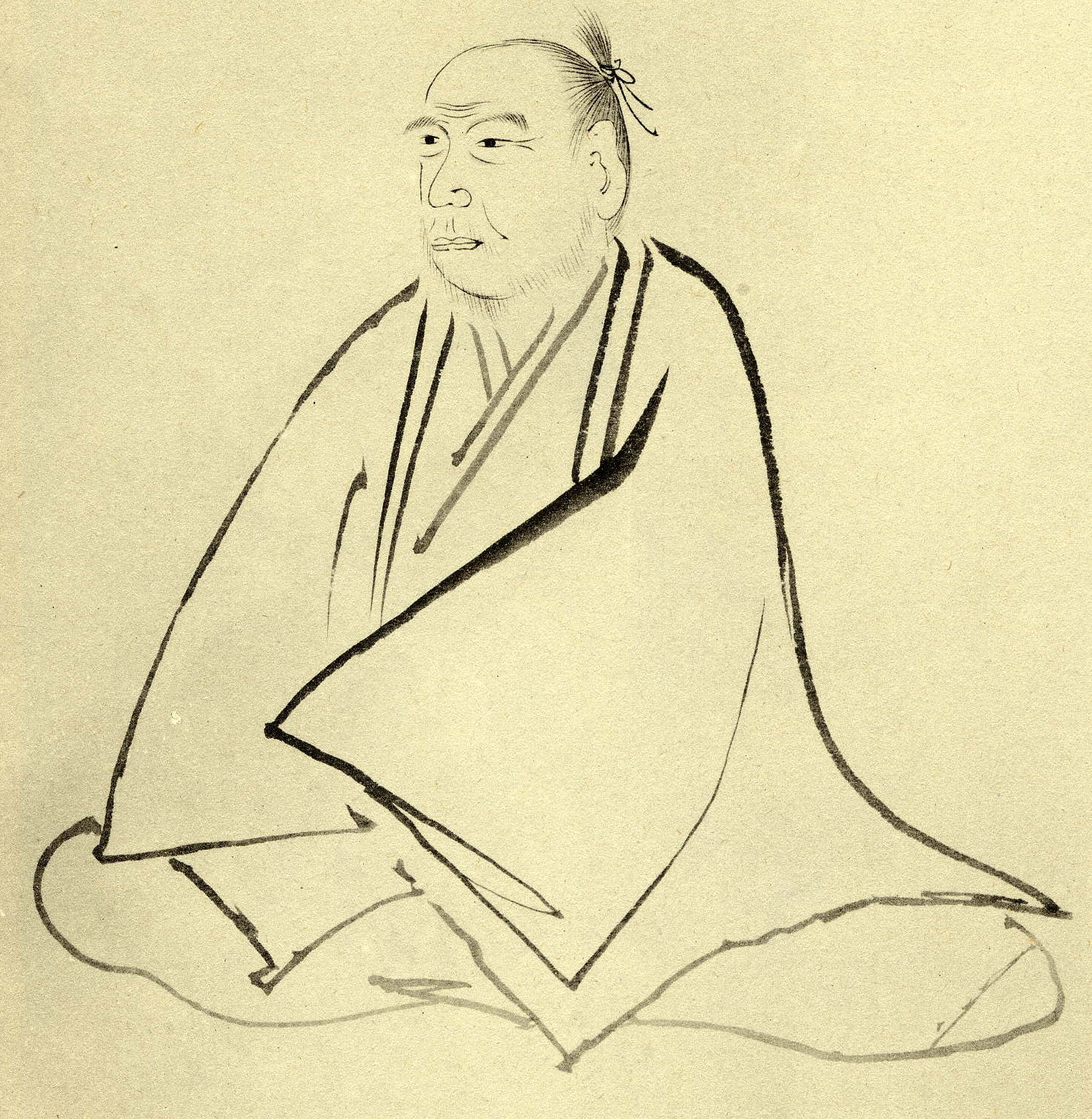
国学者、賀茂真淵(1697-1769)誕生

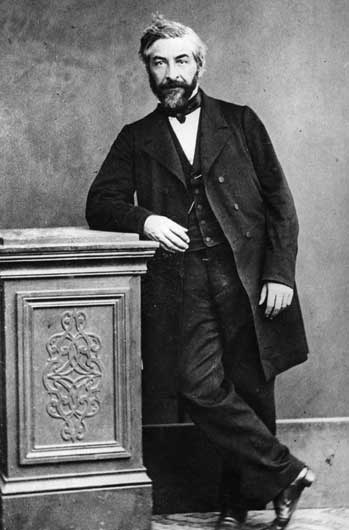
イッテルビウムとガドリニウムを発見した化学者ジャン・マリニャック(1817-1894)、

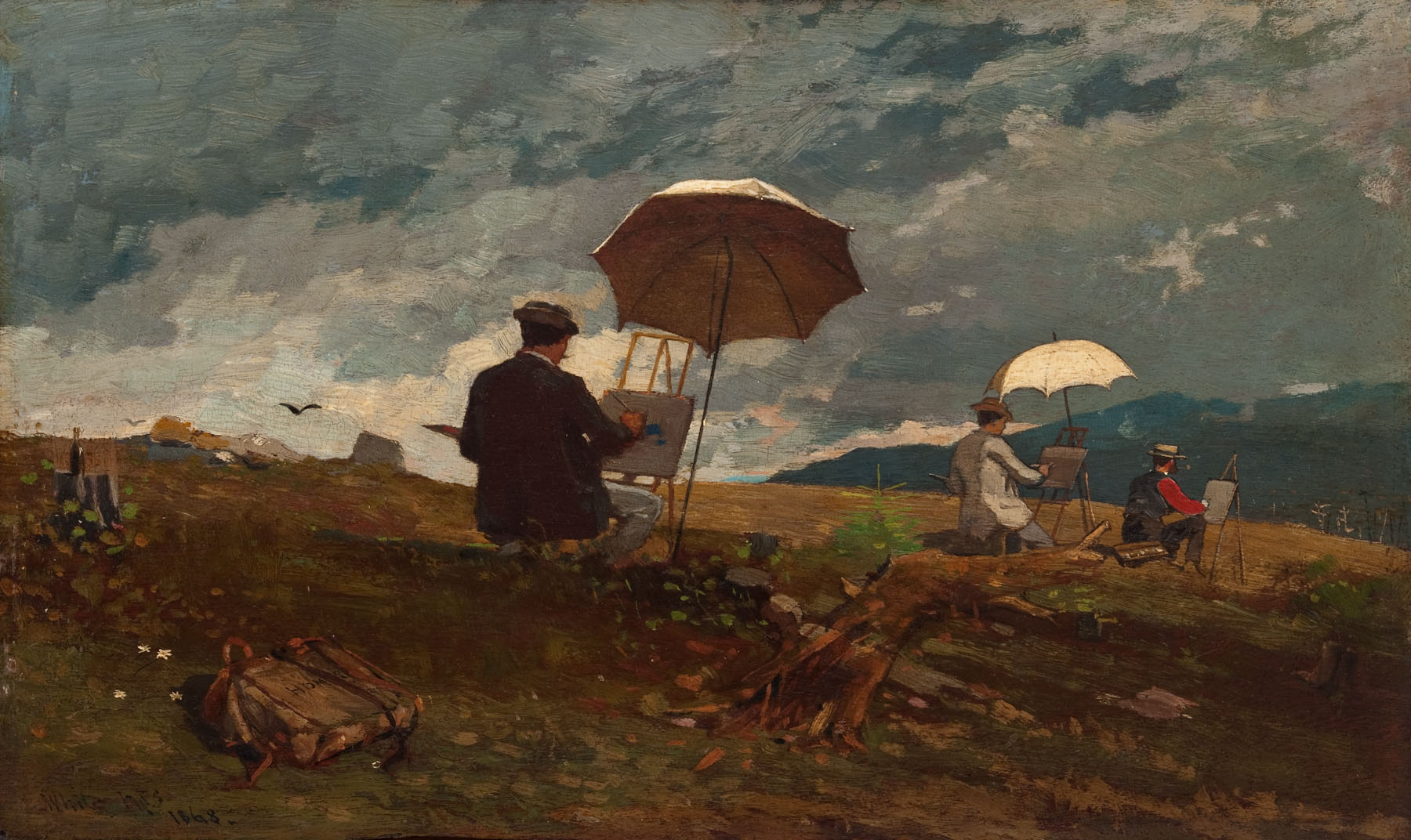
画家ウィンスロー・ホーマー(1836-1910)。画像は『ホワイト山地で写生する画家たち』(1868)

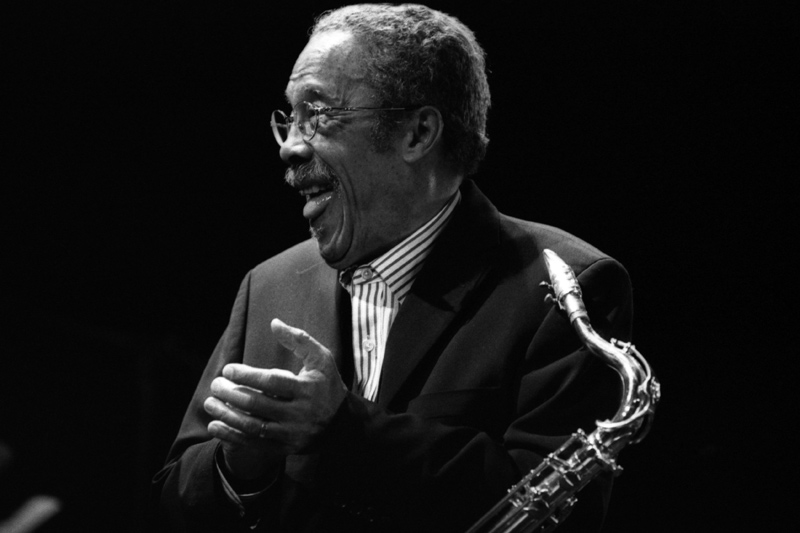
ジャズサックス奏者、ジョニー・グリフィン(1928-2008)

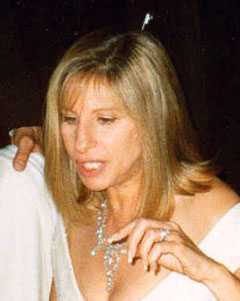
歌手・女優、バーブラ・ストライサンド(1942-)

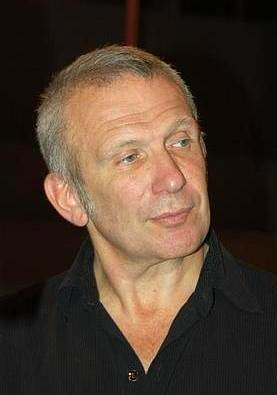
ファッションデザイナー、ジャン＝ポール・ゴルチエ(1952-)

- 1533年 - ウィレム1世、オランダ総督（+ 1584年）
- 1604年（慶長9年3月25日） - 松平直基、初代姫路藩主（+ 1648年）
- 1619年（元和5年3月10日） - 京極高和、初代丸亀藩主（+ 1662年）
- 1697年（元禄10年3月4日） - 賀茂真淵、国学者、歌人（+ 1769年）
- 1706年 - ジョヴァンニ・マルティーニ、音楽理論家、作曲家（+ 1784年）
- 1742年 - ロマン・ホフシュテッター、作曲家（+ 1815年）
- 1743年 - エドモンド・カートライト、発明家、実業家、牧師（+ 1823年）
- 1749年（延享4年3月15日） - 有馬允純、第4代丸岡藩主（+ 1772年）
- 1774年 - ジャン・イタール、医師、聾唖教育者（+ 1838年）
- 1779年（安永8年3月8日） - 森川俊知、第8代生実藩主（+ 1838年）
- 1798年 - 宇田川榕菴、蘭学者、医師、科学者（+ 1846年）
- 1817年 - ジャン・マリニャック、化学者（+ 1894年）
- 1836年 - ウィンスロー・ホーマー、画家（+ 1910年）
- 1845年 - C・シュピッテラー、詩人、小説家（+ 1924年）
- 1856年 - フィリップ・ペタン、フランスの軍人、ヴェルダンの英雄、ヴィシー政府首相（+ 1951年）
- 1866年（慶応2年3月10日） - 石井菊次郎、外交官（+ 1945年）
- 1867年（慶応3年3月20日） - 伊藤痴遊（初代）、講釈師、ジャーナリスト、政治家（+ 1938年）
- 1873年 - 江木翼、政治家（+ 1932年）
- 1876年 - エーリヒ・レーダー、ドイツ海軍の軍人（+ 1960年）
- 1877年 - 伊藤小坡、日本画家（+ 1968年）
- 1880年 - ギデオン・サンドバック、電気技師、発明家（+ 1954年）
- 1886年 - 小日山直登、実業家、政治家（+ 1949年）
- 1887年 - 春風亭柳好（3代目）、落語家（+ 1956年）
- 1889年 - リューボフ・ポポーワ、美術家、画家（+ 1924年）
- 1895年 - 船田中、政治家（+ 1979年）
- 1896年 - 浜尾四郎、推理作家（+ 1935年）
- 1897年 - ベンジャミン・ウォーフ、言語学者（+ 1941年）
- 1899年 - オスカー・ザリスキ、数学者（+ 1986年）
- 1903年 - ホセ・アントニオ・プリモ・デ・リベラ、政治家（+ 1936年）
- 1904年 - ウィレム・デ・クーニング、画家（+ 1997年）
- 1905年 - 小葉田淳、歴史学者（+ 2001年）
- 1906年 - ウィリアム・ジョイス、ファシスト、通称「ホーホー卿」（+ 1946年）
- 1909年 - 松本清、実業家、政治家、マツモトキヨシ創業者（+ 1973年）
- 1909年 - 青地晨、ジャーナリスト、評論家（+ 1984年）
- 1914年 - 武部本一郎、イラストレーター、絵物語作家（+ 1980年）
- 1916年 - ルー・テーズ、プロレスラー（+ 2002年）
- 1918年 - 津田文吾、政治家（+ 2007年）
- 1919年 - ヴォルフガング・パノフスキー、物理学者（+ 2007年）
- 1923年 - 松浦功、政治家（+ 2002年）
- 1924年 - 中村栄、元プロ野球選手（+ 1998年）
- 1925年 - 荻本伊三武、元プロ野球選手
- 1926年 - 中村徳次郎、元プロ野球選手
- 1927年 - 神代辰巳、映画監督（+ 1995年）
- 1928年 - ジョニー・グリフィン、ジャズサクソフォーン奏者（+ 2008年）
- 1929年 - 水城蘭子、女優、声優（+ 1997年）
- 1929年 - 樽井清一、元プロ野球選手（+ 1995年）
- 1930年 - リチャード・ドナー、映画監督（+ 2021年）
- 1930年 - ジョゼ・サルネイ、政治家、元ブラジル大統領
- 1930年 - 桂由美、ブライダルファッションデザイナー（+ 2024年）
- 1933年 - 服部公一、作曲家
- 1933年 - 辛島昇、歴史学者（+ 2015年）
- 1934年 - シャーリー・マクレーン、女優
- 1935年 - 田中久寿男、元プロ野球選手（+ 2001年）
- 1935年 - 黒木貞男、元プロ野球選手（+ 1981年）
- 1936年 - ジル・アイアランド、女優（+ 1990年）
- 1937年 - ジョー・ヘンダーソン、ジャズサクソフォーン奏者（+ 2001年）
- 1939年 - 渋谷誠司、元プロ野球選手
- 1940年 - 須田一政、写真家（+ 2019年）
- 1940年 - スー・グラフトン、推理作家（+ 2017年）
- 1940年 - 矢尾板賢吉、漫画家（+ 2009年）
- 1941年 - ジョン・ウィリアムス、クラシック・ギター奏者
- 1941年 - リチャード・ホルブルック、外交官（+ 2010年）
- 1942年 - リチャード・N・ルボウ、国際政治学者
- 1942年 - バーブラ・ストライサンド、歌手、女優
- 1942年 - 井上修、元プロ野球選手
- 1942年 - 大崎隆雄、元プロ野球選手
- 1944年 - ビル・シンガー、元プロ野球選手
- 1944年 - トニー・ヴィスコンティ、音楽プロデューサー
- 1946年 - 星野富弘、詩人、画家（+ 2024年）
- 1947年 - 大野勢太郎、フリーアナウンサー
- 1947年 - 山中正竹、元野球選手
- 1947年 - ロジャー・コーンバーグ、生化学者
- 1947年 - ジョセップ・ボレル、元欧州議会議長
- 1948年 - つかこうへい、劇作家（+ 2010年）
- 1948年 - 阿部知子、政治家、衆議院議員
- 1948年 - 加藤英治、元プロ野球選手
- 1952年 - ジャン＝ポール・ゴルチエ、ファッションデザイナー
- 1952年 - 奥村健、ビリヤード選手
- 1953年 - エリック・ボゴシアン、俳優、小説家、劇作家
- 1954年 - 金萬福、料理人（広東料理）、タレント
- 1954年 - 井野修、プロ野球審判員
- 1955年 - 嶋田久作、俳優
- 1955年 - 堀尾正明、フリーアナウンサー
- 1955年 - 海和俊宏、元アルペンスキー選手
- 1956年 - 加藤久、元サッカー選手、指導者
- 1957年 - 蓬萊昭彦、元プロ野球選手
- 1958年 - 河内淳一、ギタリスト、歌手、音楽プロデューサー（元KUWATA BAND）
- 1959年 - 高橋ナオヒト、アニメ監督
- 1960年 - 菊池正美、声優
- 1960年 - 松井孝治、政治家
- 1961年 - 戸塚哲也、元プロサッカー選手、指導者
- 1962年 - 堀敏彦、アナウンサー、元タレント
- 1962年 - 山咲千里、女優
- 1962年 - スチュアート・ピアース、元サッカー選手、指導者
- 1963年 - 加藤誉昭、元プロ野球選手
- 1963年 - コージィ城倉、漫画家
- 1964年 - 山本シュウ、ラジオパーソナリティ、DJ
- 1964年 - ジャイモン・フンスー、ダンサー、ファッションモデル、俳優
- 1965年 - 岸川勝也、元プロ野球選手
- 1965年 - マイケル・ブロワーズ、元プロ野球選手
- 1966年 - アレッサンドロ・コスタクルタ、元サッカー選手
- 1966年 - 田島貴男、ミュージシャン（ORIGINAL LOVE）
- 1966年 - クリスティアン・テツラフ、ヴァイオリニスト
- 1967年 - オマー・ビスケル、元プロ野球選手
- 1967年 - 石田雅彦、元プロ野球選手
- 1967年 - 古賀いずみ、ミュージシャン（カズン）
- 1968年 - 大鶴義丹、俳優
- 1968年 - 永田裕志、プロレスラー
- 1968年 - ハシム・サチ、政治家、コソボ共和国首相
- 1968年 - トッド・ジョーンズ、元プロ野球選手
- 1968年 - エイダン・ギレン、俳優
- 1969年 - 加世田美智久、元プロ野球選手
- 1969年 - ダーヴィト・ティム、音楽家
- 1969年 - ロリー・マッキャン、俳優
- 1970年 - 彩木美来、歌手、タレント
- 1970年 - 吉元伸二、元プロ野球選手
- 1970年 - 山口幸勇、元プロ野球選手
- 1971年 - 桐山徹也、小説家
- 1971年 - 史城みき、女優
- 1971年 - 田中広子、女優
- 1971年 - 松井薫、スポーツトレーナー
- 1971年 - 村上てつや、ミュージシャン（ゴスペラーズ）
- 1972年 - チッパー・ジョーンズ、元プロ野球選手
- 1972年 - 犬伏稔昌、元プロ野球選手
- 1972年 - 戎信行、元プロ野球選手
- 1973年 - サチン・テンドルカール、クリケット選手
- 1973年 - カルロス・ミラバル、元プロ野球選手
- 1974年 - 村田善則、元プロ野球選手
- 1974年 - 宮ノ腰達也、バスケットボール選手
- 1974年 - 関吉雅人、元プロ野球選手
- 1975年 - 宮﨑一彰、元プロ野球選手、競輪選手
- 1975年 - 友近聡朗、政治家
- 1975年 - 浅井みどり、アナウンサー
- 1975年 - 東まゆみ、漫画家
- 1976年 - スティーヴ・フィナン、サッカー選手
- 1976年 - フアン・マヌエル・ガラテ、自転車競技選手
- 1977年 - エリック・バルフォー、俳優
- 1977年 - カルロス・ベルトラン、元プロ野球選手
- 1977年 - meg、ジャズシンガー、元モデル、元女優
- 1978年 - 岡山一成、元サッカー選手
- 1979年 - 森ゆきえ、漫画家
- 1979年 - サンパ・ラユネン、ノルディック複合選手
- 1980年 - コシバKEN、総合司会（ET-KING）
- 1980年 - 松本拓也、元プロ野球選手
- 1981年 - 田中マルクス闘莉王、元サッカー選手
- 1981年 - 山本梓、タレント
- 1981年 - 中西悠子、元水泳選手
- 1981年 - テーラー・デント、テニス選手
- 1981年 - 藤原祐規、声優
- 1982年 - イリーナ・チャシナ、元新体操選手
- 1982年 - ケリー・クラークソン、歌手
- 1982年 - 津久井箇人、音楽家、ボカロP、ゲームクリエイター
- 1983年 - 湯浅直樹、アルペンスキー選手
- 1983年 - ハンナ・メルニチェンコ、陸上競技選手
- 1984年 - 高橋マリ子、ファッションモデル
- 1984年 - 福下恵美、女優、タレント（BeForU）
- 1984年 - 中村和彦、ミュージシャン（9mm Parabellum Bullet）
- 1984年 - スティーヴン・ブルサッテ、古生物学者
- 1985年 - 名塚佳織、声優
- 1985年 - グエン・トラン・フォク・アン、元野球選手
- 1987年 - 野崎亜里沙、元タレント
- 1987年 - 深川和那、元バレーボール選手
- 1987年 - ウェリントン・カスティーヨ、元プロ野球選手
- 1987年 - ジェフ・ウラウブ、元プロ野球選手
- 1987年 - ザーダール・タスキ、元サッカー選手
- 1987年 - ヤン・フェルトンゲン、サッカー選手
- 1988年 - 冨田康祐、元プロ野球選手
- 1988年 - MOCA、歌手（ベリーグッドマン）
- 1988年 - 吉本一謙、元サッカー選手
- 1989年 - 獣神サンダー・ライガー、プロレスラー（自己申告によるもの。正体といわれるレスラーとは別の日）
- 1989年 - 荒張裕司、元プロ野球選手
- 1990年 - 金子侑司、元プロ野球選手
- 1990年 - 清水一希、俳優
- 1990年 - 森茶、漫画家
- 1990年 - ヤン・ヴェセリー、バスケットボール選手
- 1991年 - クセニヤ・オゼロワ、 フィギュアスケート選手
- 1992年 - 小林祐希、サッカー選手
- 1992年 - 翔猿正也、大相撲力士
- 1993年 - 新矢皐月、元アイドル
- 1993年 - 本田圭佑、プロ野球選手
- 1993年 - 上地結衣、車いすテニス選手
- 1994年 - 辻空、プロ野球選手
- 1994年 - 宮沢氷魚、モデル、タレント、俳優
- 1994年 - ルーカス・フェルナンデス、サッカー選手
- 1995年 - 曽根海成、プロ野球選手
- 1995年 - ヨンミン、歌手（BOYFRIEND）
- 1996年 - 水谷拓磨、サッカー選手
- 1997年 - 有村果夏、グラビアアイドル
- 1998年 - ユ・ボムソク、プロアイスホッケー選手
- 2002年 - 内星龍、プロ野球選手

### 人物以外（動物など）
- 1850年 - ウェストオーストラリアン、競走馬（+ 1870年）
- 1970年 - ニットウチドリ、競走馬（+ 1990年）
- 1973年 - テイタニヤ、競走馬（+ 1998年）
- 1975年 - ファンタスト、競走馬（+ 1978年）
- 1980年 - カツラギエース、競走馬、種牡馬（+ 2000年）
- 1991年 - シンコウキング、競走馬（+ 2012年）
- 1992年 - スキーキャプテン、競走馬
- 1994年 - マーベラスタイマー、競走馬（+ 2020年）
- 1996年 - ビハインドザマスク、競走馬（+ 2012年）
- 1996年 - ブゼンキャンドル、競走馬（+ 2012年）
- 1996年 - ミッキーダンス、競走馬（+ 2002年）
- 2001年 - カンパニー、競走馬（+ 2018年）
- 2001年 - ビッググラス、競走馬
- 2004年 - ピンクカメオ、競走馬（+ 2022年）
- 2005年 - ディープスカイ、競走馬
- 2006年 - アントニオバローズ、競走馬（+ 2010年）

## 忌日
| 人生には生きる価値があるわ、そこに笑いがある限り。――『アンの愛情』(1915) |

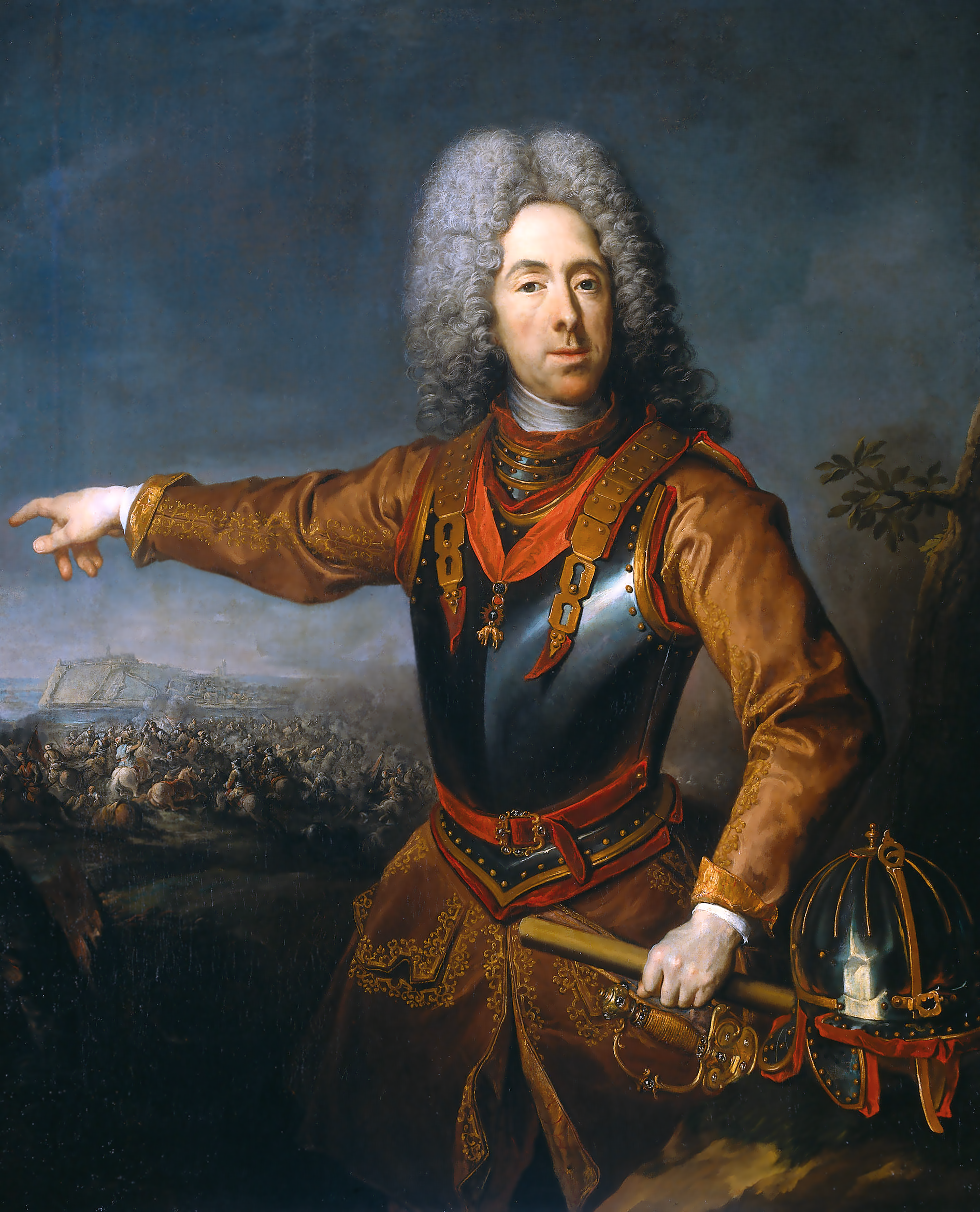
西洋近代最大の軍人とされるプリンツ・オイゲン(1663-1736)没。

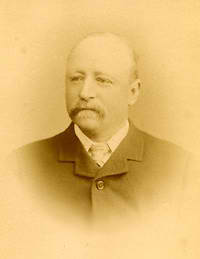
日本の灯台の父リチャード・ブラントン(1841-1901)没。明治政府に灯台建設主任技術者として雇われ、26灯台、5灯竿、2灯船などを設計した。

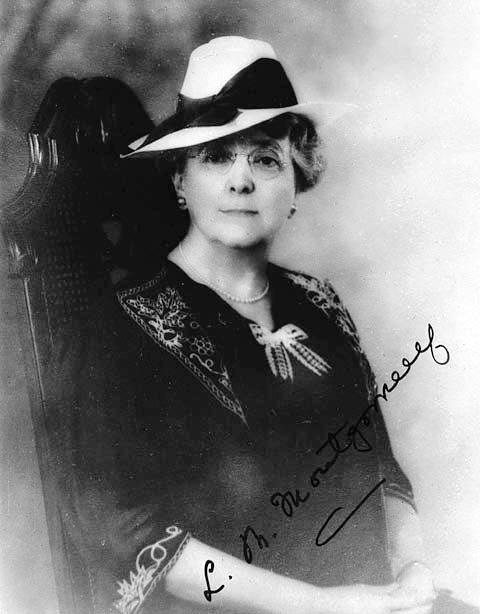
『赤毛のアン』の作者、L・M・モンゴメリ(1874-1942)没。

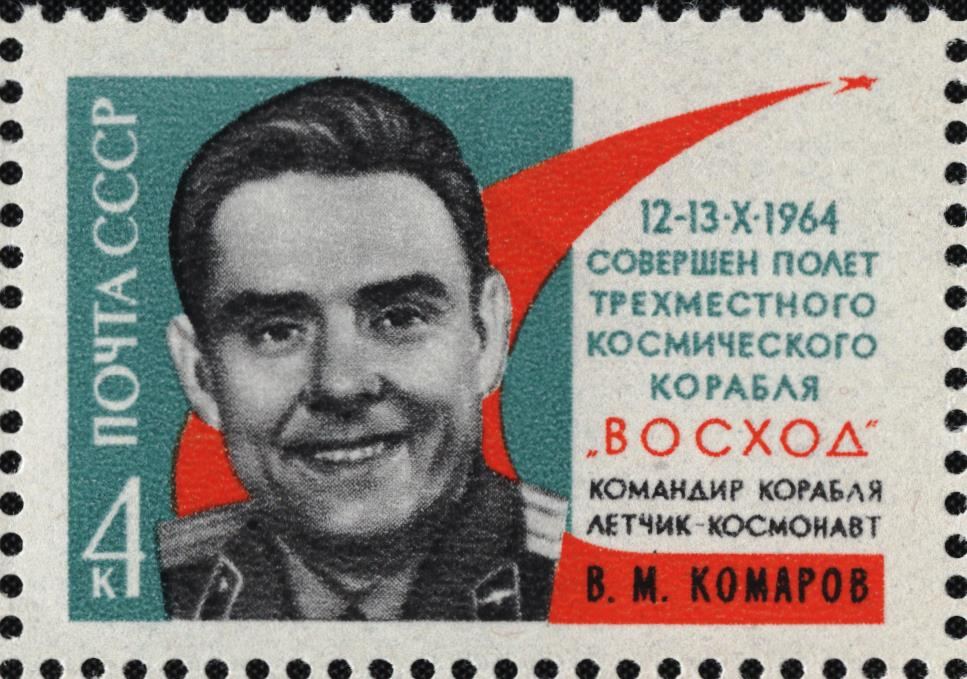
宇宙飛行士ウラジーミル・コマロフ(1927-1967)墜落死。画像はコマロフに敬意を表して発行された切手（1964年）

- 1583年（天正11年3月3日） - 塩屋秋貞、戦国時代の土豪（* 1521年）
- 1601年（慶長6年3月22日） - 小早川秀包、武将（* 1567年）
- 1636年（寛永13年3月19日） - 酒井忠世、江戸幕府大老（* 1572年）
- 1656年 - トーマス・フィンケ、数学者、物理学者（* 1561年）
- 1736年 - プリンツ・オイゲン、オーストリアの軍人・貴族（* 1663年）
- 1770年 - ジャン・アントワーヌ・ノレ（フランス語版）、物理学者（* 1700年）
- 1803年 - アデライド・ラビーユ＝ギアール、画家（* 1749年）
- 1824年 - オーギュスト＝マリー・トーネー、彫刻家（* 1768年）
- 1846年 - ジローラモ・クレシェンティーニ、ソプラノ・カストラート歌手、音楽教師（* 1762年）
- 1874年 - オクターヴ・タサエール、画家、版画家（* 1800年）
- 1874年 - ジョン・フィリップス、地質学者（* 1800年）
- 1891年 - ヘルムート・フォン・モルトケ、軍人（* 1800年）
- 1895年 - 河野敏鎌、第5代文部大臣、第3代司法大臣、第6代内務大臣、初代農商務卿、第7代農商務大臣（* 1844年）
- 1901年 - リチャード・ブラントン、建築家（* 1841年）
- 1908年 - 津田仙、農学者、キリスト教学者、津田梅子の父（* 1837年）
- 1908年 - ポール・ラ・クール、気象学者、物理学者、発明家（* 1846年）
- 1919年 - カミーユ・エルランジェ、オペラ作曲家（* 1863年）
- 1924年 - スタンレー・ホール、心理学者（* 1844年）
- 1939年 - ルイ・トゥルスリエ、自転車競技選手（* 1881年）
- 1940年 - ファンニ・ブラーテ、画家（* 1861年）
- 1940年 - 辻本満丸、応用化学者、スクアレン発見者（* 1877年）
- 1942年 - L・M・モンゴメリ、小説家（* 1874年）
- 1945年 - ギュンター・リュッツオウ、ドイツ空軍のエース・パイロット（* 1912年）
- 1945年 - パウル＝ハインリヒ・デーネ、ドイツ空軍のエース・パイロット（* 1921年）
- 1947年 - ウィラ・キャザー、小説家（* 1873年）
- 1952年 - 勝田銀次郎、政治家、実業家、勝田商会創業者、第8代兵庫県神戸市長（* 1873年）
- 1960年 - マックス・フォン・ラウエ、物理学者（* 1879年）
- 1964年 - ゲルハルト・ドーマク、生化学者（* 1895年）
- 1966年 - 古野伊之助、新聞人、元同盟通信社社長（* 1891年）
- 1966年 - 小穴隆一、画家（* 1894年）
- 1967年 - イダ・プレスティ、ギタリスト、作曲家（* 1924年）
- 1967年 - ウラジーミル・コマロフ、宇宙飛行士（* 1927年）
- 1968年 - ウォルター・テュークスベリー、陸上競技選手、1900年パリ五輪金メダリスト（* 1876年）
- 1970年 - オーティス・スパン - ブルース・ピアニスト（* 1924年または1930年）
- 1972年 - 菊池武一、英文学者、翻訳家（* 1896年）
- 1972年 - 安西正夫、実業家（* 1904年）
- 1973年 - 巽聖歌、童謡作家（* 1905年）
- 1974年 - 小宮山常吉、実業家、政治家（* 1882年）
- 1974年 - フランツ・ヨナス（英語版）、政治家、元オーストリア大統領（* 1899年）
- 1979年 - 小畑実、歌手（* 1923年）
- 1980年 - アレホ・カルペンティエル、小説家（* 1904年）
- 1980年 - 小田切一巳[2]、ジャズ・サックス奏者（* 1948年）
- 1982年 - ゼノ・ゼブロフスキー、修道士（* 1891年）
- 1982年 - ビレ・リトラ、陸上競技選手（* 1896年）
- 1982年 - 石塚庸三、実業家、第2代パイオニア社長（* 1915年）
- 1983年 - 朝井閑右衛門、洋画家（* 1901年）
- 1984年 - 柳永二郎、俳優（* 1895年）
- 1984年 - 霧島昇、歌手（* 1914年）
- 1986年 - ウォリス・シンプソン、ウィンザー公エドワードの妻（* 1896年）
- 1986年 - 三戸部スエ、女優（* 1924年）
- 1987年 - ジョアッキーノ・コロンボ、自動車技術者、V型12気筒エンジン設計者（* 1903年）
- 1991年 - 林正之助、吉本興業元会長（* 1899年）
- 1991年 - 木村常信、民法学者、京都大学名誉教授（* 1901年）
- 1993年 - オリバー・タンボ、アフリカ民族会議議長（* 1917年）
- 1994年 - 斎藤博、脚本家（* 1951年）
- 1995年 - 小野周、物理学者、東京大学名誉教授、元群馬大学学長（* 1918年）
- 1995年 - 芦原英幸、空手家、芦原会館創立者（* 1944年）
- 1995年 - 村井秀夫、オウム真理教幹部（* 1958年）
- 1997年 - ユージン・ストーナー、銃器設計者（* 1922年）
- 1997年 - ダニエル・ホワイト、作曲家（* 1912年）
- 1998年 - 安東仁兵衛、社会主義思想家（* 1927年）
- 2000年 - ジョージ・ヴォルコフ（英語版）、物理学者、トルマン・オッペンハイマー・ヴォルコフ限界計算者（* 1914年）
- 2001年 - 秋元松代、劇作家（* 1911年）
- 2001年 - ジョニー・バレンタイン、プロレスラー（* 1929年）
- 2002年 - 杉戸清、政治家、第20-22代名古屋市長（* 1901年）
- 2003年 - 飯田三郎、作曲家（* 1912年）
- 2003年 - 三枝和子、小説家（* 1929年）
- 2003年 - 御法川英文、政治家（* 1936年）
- 2004年 - エスティ・ローダー、実業家、エスティローダー創業者（* 1906年）
- 2005年 - 費孝通、社会学者、人類学者（* 1910年）
- 2005年 - 木下弘人、牧師（* 1911年）
- 2005年 - エゼル・ヴァイツマン、軍人、政治家、第7代イスラエル大統領、第7代イスラエル国防相（* 1924年）
- 2006年 - エーリク・ベリマン、作曲家（* 1911年）
- 2006年 - 榎本和平、政治家（* 1926年）
- 2006年 - ブライアン・ラボーン、サッカー選手（* 1940年）
- 2007年 - 藤林益三、裁判官、弁護士、第7代最高裁判所長官（* 1907年）
- 2007年 - 小島勝平、実業家、小島電気商会（現コジマ）創業者（* 1936年）
- 2008年 - ジミー・ジュフリー、ジャズ・ミュージシャン、作曲家、編曲家（* 1921年）
- 2009年 - 藤井基男、卓球選手、元日本卓球協会専務理事（* 1932年）
- 2009年 - 齋賀富美子、外交官、元国際刑事裁判所判事（* 1943年）
- 2011年 - マダム・ヌー、南ベトナム大統領顧問ゴ・ディン・ヌー夫人（* 1924年）
- 2011年 - サティヤ・サイ・ババ、霊能者（* 1926年）
- 2011年 - マリー＝フランス・ピジェ、女優（* 1944年）
- 2011年 - 高橋江紀、オートバイレーサー（* 1987年）
- 2012年 - 矢田次夫、海軍軍人、海上自衛官、第13代海上幕僚長、第13代統合幕僚会議議長（* 1923年）
- 2012年 - 中津文彦、小説家（* 1941年）
- 2012年 - 土田世紀、漫画家（* 1969年）
- 2013年 - 宇佐美滋、国際関係論研究者（* 1933年）
- 2013年 - 一色俊作、高校野球指導者（* 1937年）
- 2013年 - 長谷川一夫、元プロ野球選手（* 1945年）
- 2013年 - 今野東、政治家、タレント（* 1947年）
- 2013年 - ボブ・ブロズマン、ギタリスト（* 1954年）
- 2013年 - 王湖伊津男、大相撲力士（* 1956年）
- 2014年 - アルトゥロー・リカタ、スーパーセンテナリアン（* 1902年）
- 2014年 - 窪田暁子、社会学者、福祉学者、中部学院大学名誉教授（* 1928年）
- 2014年 - ハンス・ホライン、建築家（* 1934年）
- 2014年 - 加賀谷健、政治家（* 1943年）
- 2015年 - ヴワディスワフ・バルトシェフスキ、政治家、社会運動家、ジャーナリスト、作家（* 1922年）
- 2016年 - トミー・コウノ（英語版）、ウエイトリフティング選手、1952年ヘルシンキ五輪・1956年メルボルン五輪金メダリスト（* 1930年）
- 2016年 - 多田治夫、心理学者、金沢大学名誉教授（* 1931年）
- 2016年 - ビリー・ポール、ソウル歌手（* 1934年）
- 2016年 - パパ・ウェンバ、歌手（* 1949年）
- 2017年 - ロバート・M・パーシグ、小説家、哲学者（* 1928年）
- 2017年 - ダグマル・レルフォワ、フィギュアスケート選手（* 1930年）
- 2017年 - ベンジャミン・バーバー、政治学者（* 1939年）
- 2017年 - ニコラス・サンド、地下化学者（* 1941年）
- 2017年 - 三宅博、政治家（* 1950年）
- 2018年 - 島袋正雄、沖縄民謡歌手、人間国宝（* 1922年）
- 2018年 - アンリ・ミシェル、サッカー選手、指導者（* 1947年）
- 2018年 - 森田童子、シンガーソングライター（* 1952年）
- 2019年 - 佐内正治、政治家、元山口県山口市長（* 1926年）
- 2019年 - ジャン＝ピエール・マリエール、俳優（* 1932年）
- 2019年 - ヒューベルト・ハーネ、レーシングドライバー（* 1935年）
- 2019年 - 小出義雄、陸上競技指導者（* 1939年）
- 2019年 - 高瀬幸途、編集者、元太田出版社長（* 1948年）
- 2020年 - 林煥喜、スーパーセンテナリアン（* 1908年）
- 2020年 - 尾崎順通[3]、銀行家、元武蔵野銀行頭取（* 1925年）
- 2020年 - 開米栄三、特撮映画怪獣造形家（* 1929年）
- 2020年 - 岡本行夫、外交評論家（* 1945年）
- 2020年 - 春川ナミオ、イラストレーター（* 1947年）
- 2020年 - ジョゼフ・S・パルヴァー、作家（* 1955年）
- 2020年 - 海老原育子[4]、実業家、J&Jビジョンケアカンパニー代表取締役プレジデント（* 1965年）
- 2020年 - キダーオペット・ヌーフアーン、歌手（* 1971年）
- 2020年 - 西坂瑞城、テレビプロデューサー（* 1977年）
- 2021年 - 木内信夫、川柳家、水彩画家、イラストレーター（* 1923年）
- 2021年 - クリスタ・ルートヴィヒ、声楽家、オペラ歌手（* 1928年）
- 2021年 - 菊池俊輔、作曲家（* 1931年）
- 2021年 - 河野洋一郎、俳優（* 1960年）
- 2021年 - アルベール・エルバス、ファッションデザイナー（* 1961年）
- 2022年 - 結城貢、料理研究家（* 1940年）
- 2023年 - 出村文男、空手家（* 1938年）
- 2023年 - 常石敬一、科学史家、科学論研究者、神奈川大学名誉教授（* 1943年）
- 2024年 - 丘さとみ、女優（* 1935年）
- 2025年 - 入江杏子、女優（* 1927年）

## 記念日・年中行事

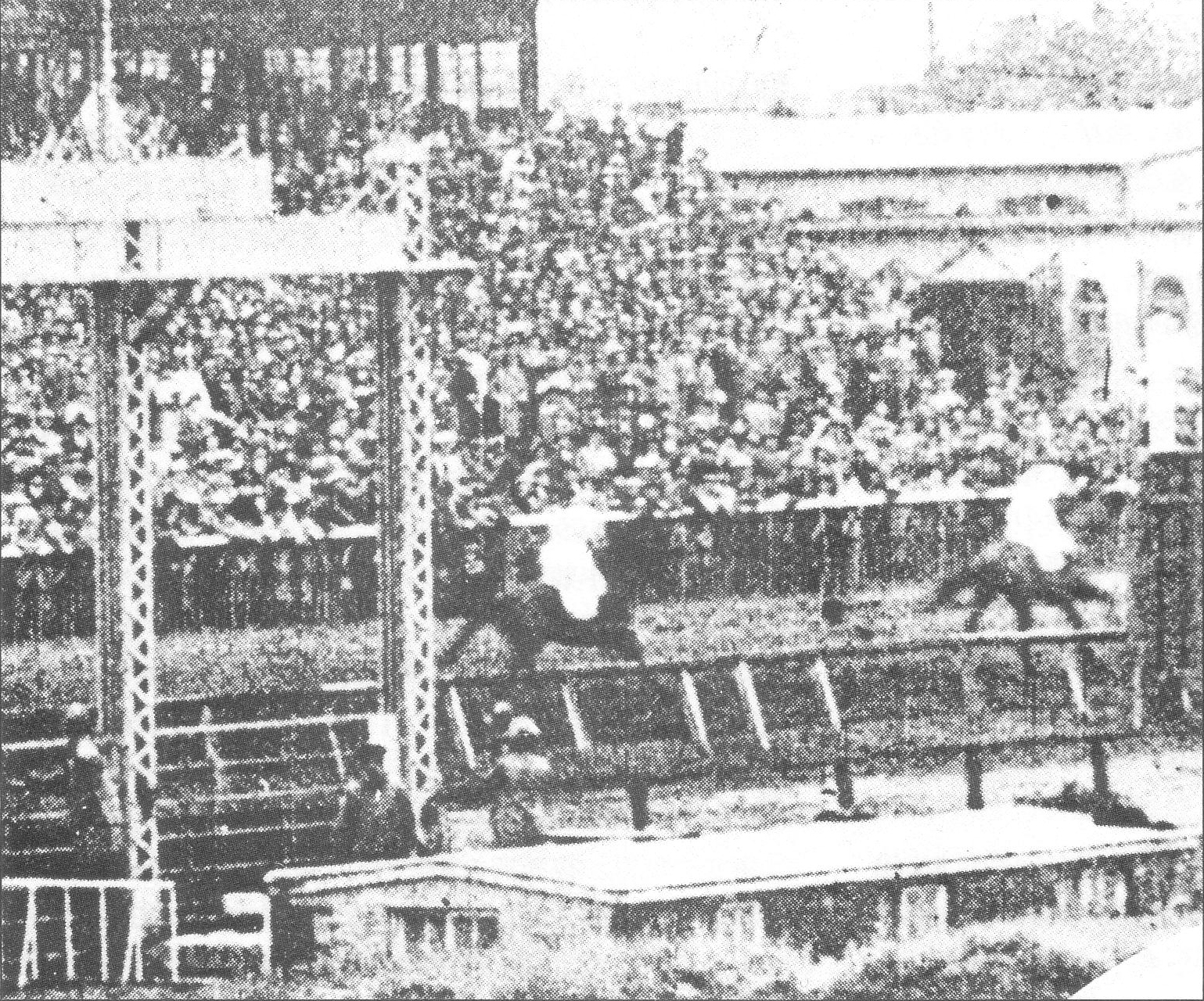
第1回東京優駿大競走（日本ダービー）開催(1932)

- 復活祭（キリスト教、2011年）
- 和平記念日（ ニジェール）
1995年のこの日、ニジェール政府とトゥアレグ人反政府勢力との間で和平合意がなされたことを記念。
- 民主化記念日（ ネパール）
2006年のこの日、ギャネンドラ国王が、前年から無期限解散していた下院を再開させると宣言したことを記念（ロクタントラ・アンドラン）。
- 虐殺の犠牲者の記念日（ アルメニア）
1915年のこの日、トルコ・イスタンブールで250人のアルメニア人独立活動家が殺害され、1923年まで続くアルメニア人虐殺が始まったことを記念。
- 共和国記念日（ ガンビア）
1970年のこの日、英連邦王国から共和制に移行したことを記念。
- 中国航天日（中国語版）（ 中華人民共和国）
2016年に、東方紅1号の打ち上げを記念して中華人民共和国国務院が制定。
- 植物学の日・マキノの日（ 日本）
植物分類学者牧野富太郎が、文久2年4月24日（新暦1862年5月22日）に土佐国佐川村（現：高知県高岡郡佐川町）で誕生したことを記念。
- 日本ダービー記念日（ 日本）
1932年のこの日、安田伊左衛門が創設した日本初のダービー（第1回 東京優駿大競走）が開催されたことを記念。日本ダービーは、イギリスの第12代ダービー卿エドワード・スミス・スタンレーが創設した「the Derby stakes（ダービーステークス）」に倣って企画された。第1回日本ダービーは、今は存在しない目黒競馬場で行われ、19頭が出走し一番人気のワカタカが優勝した[5]。
- しぶしの日（ 日本）
2006年鹿児島県内の松山町、志布志町、有明町の合併により志布志市が制定。しぶしは、天智天皇が人々の志が篤いことを喜ばれて命名されたと言われている。日付の語呂合わせから記念日とした[6]。